# Комната (фильм, 2015)
«Комната» (англ. Room) — драматический фильм режиссёра Ленни Абрахамсона, экранизация одноимённого романа Эммы Донохью. Идея книги и фильма основана на реальной истории о пятилетнем Феликсе, одном из детей в рамках так называемого «дела Йозефа Фритцля». Премьера ленты состоялась на фестивале в Тельюрайде 4 сентября 2015 года. Фильм был отмечен множеством наград и номинаций, в частности исполнительница главной роли Бри Ларсон была удостоена премий «Оскар», «Золотой глобус» и BAFTA.

## Сюжет
В Акроне, штат Огайо 24-летняя Джой Ньюсам и её 5-летний сын Джек живут в убогой постройке, которую они называют Комнатой. Они делят кровать, туалет, ванну, телевизор и простую кухню; единственное окно — окно в крыше. Двое являются пленниками человека, которого называют «Старый Ник», биологического отца Джека, который похитил Джой семь лет назад и регулярно насилует её, пока Джек спит в шкафу. Она пытается сохранять оптимизм в отношении своего сына, но страдает от недоедания и депрессии. Она позволяет Джеку верить, что только Комната и её содержимое реальны, а остальной мир существует только на телевидении.
Старый Ник говорит Джой, что потерял работу и не сможет поставлять им припасы в будущем. Той ночью Джека переполняет любопытство, и он выходит из шкафа, пока Старый Ник спит в постели с Джой. Она приходит в ужас, когда просыпается и видит сына рядом со Старым Ником. В наказание за нападение тот урезает им тепло и электричество. Джой решает рассказать Джеку о внешнем мире; он реагирует с недоверием и непониманием, но также с любопытством. Джой подделывает Джеку болезненное состояние, надеясь, что Старый Ник отвезет его в больницу, где он сможет позвать на помощь, но Старый Ник говорит, что вернется на следующий день с антибиотиками.
Джой заворачивает Джека в ковер и говорит ему прикинуться мертвым в надежде, что Старый Ник заберет его из Комнаты. Попавшись на уловку, Старый Ник кладет Джека в кузов своего пикапа и проезжает через жилой район. Хотя Джек ошеломлен своим первым знакомством с внешним миром, он выпрыгивает из грузовика и привлекает внимание прохожего. Приезжает полиция и спасает его. Полиция также обнаруживает Джой и доставляет её и Джека в больницу. Старый Ник схвачен и арестован.
Воссоединившись со своей семьей, Джой узнает, что её родители развелись и что у её матери появился новый партнер, Лео. Она возвращается с Джеком в дом её детства, где живут её мать и Лео. Отец Джой не может принять Джека в качестве своего внука и уходит. Джек изо всех сил пытается приспособиться к жизни в большом мире, но пока разговаривает только со своей матерью и выражает желание вернуться в Комнату. Джой борется с гневом и депрессией, набрасываясь на свою мать, и начинает беспокоиться из-за отсутствия взаимодействия Джека с «настоящими» вещами. По предложению адвоката семьи Джой соглашается на телевизионное интервью, но расстраивается, когда интервьюер ставит под сомнение её решение оставить новорожденного Джека вместо того, чтобы попросить Старого Ника отвезти его в больницу и «подкинуть». Переполненная чувством вины, она пытается покончить жизнь самоубийством; Джек находит её без сознания в ванной, и Джой отвозят в больницу.
Джек скучает по матери, но начинает осваивать свою новую жизнь. Он привязывается к своей новой семье, знакомится с собакой Лео Шеймусом и заводит дружбу с мальчиком своего возраста. Полагая, что его длинные волосы дадут Джой силы, которые нужны для восстановления, Джек просит бабушку подстричь его, чтобы он мог отправить волосы маме. Джой возвращается домой и приносит извинения, поблагодарив Джека за то, что тот спас её ещё раз. По просьбе Джека они в последний раз посещают Комнату в сопровождении полиции. Джек в замешательстве: он чувствует, что она уменьшилась и что это другое место с открытой дверью. Он и Джой прощаются с Комнатой и уходят.

## В ролях
| Актёр           | Роль             |
| --------------- | ---------------- |
| Бри Ларсон      | Джой «Ма» Ньюсам |
| Джейкоб Трамбле | Джек             |
| Джоан Аллен     | Нэнси            |
| Том Маккемус    | Лео              |
| Уильям Мэйси    | Роберт           |
| Шон Бриджес     | Старый Ник       |

## Критика
Фильм получил преимущественно высокие оценки кинокритиков. На сайте Rotten Tomatoes фильм имеет рейтинг 94 % на основе 261 рецензии со средней оценкой 8,4 из 10. На сайте Metacritic фильм получил оценку 85 из 100, что соответствует статусу «всеобщее признание».

## Награды и номинации
- 2015 — Призы зрительских симпатий на кинофестивалях в Торонто[7] и Варшаве.
- 2015 — участие в конкурсной программе Лондонского кинофестиваля.
- 2015 — премии Национального совета кинокритиков США за лучшую женскую роль (Бри Ларсон) и за актёрский прорыв (Джейкоб Трамбле), а также попадание в список лучших фильмов года.
- 2015 — Премия британского независимого кино за лучший международный независимый фильм.
- 2016 — премия «Оскар» за лучшую женскую роль (Бри Ларсон), а также три номинации: лучший фильм (Эд Гини), лучший режиссёр (Ленни Абрахамсон), лучший адаптированный сценарий (Эмма Донохью).
- 2016 — премия «Золотой глобус» за лучшую женскую роль — драма (Бри Ларсон), а также две номинации: лучший фильм — драма, лучший сценарий (Эмма Донохью).
- 2016 — премия BAFTA за лучшую женскую роль (Бри Ларсон), а также номинация в категории «лучший адаптированный сценарий» (Эмма Донохью).
- 2016 — премия Гильдии киноактёров США за лучшую женскую роль (Бри Ларсон), а также номинация в категории «лучшая мужская роль второго плана» (Джейкоб Трамбле).
- 2016 — премия «Сатурн» за лучший независимый фильм, а также номинация в категории «лучший молодой актёр» (Джейкоб Трамбле).
- 2016 — премия «Спутник» за лучший актёрский прорыв (Джейкоб Трамбле), а также 4 номинации: лучший фильм, лучший режиссёр (Ленни Абрахамсон), лучший адаптированный сценарий (Эмма Донохью), лучшая женская роль (Бри Ларсон).
- 2016 — премия Американского института киноискусства за лучший фильм года.
- 2016 — 9 премий Канадской киноакадемии: лучший фильм (Дэвид Гросс, Эд Гини), лучший режиссёр (Ленни Абрахамсон), лучший адаптированный сценарий (Эмма Донохью), лучшая мужская роль (Джейкоб Трамбле), лучшая женская роль (Бри Ларсон), лучшая женская роль второго плана (Джоан Аллен), лучшая работа художника-постановщика (Итан Тобман, Мэри Киркленд), лучший монтаж (Натан Ньюджент), лучший грим (Сид Армор, Дженн Гулд). Кроме того, лента получила две номинации: лучшая операторская работа (Дэнни Коэн), лучшая оригинальная музыка (Стивен Ренникс).
- 2016 — две премии «Независимый дух» за лучшую женскую роль (Бри Ларсон) и за лучший дебютный сценарий (Эмма Донохью), а также номинация в категории «лучший монтаж» (Натан Ньюджент).
- 2016 — две номинации на премию «Империя»: лучшая актриса (Бри Ларсон), лучший актёр-дебютант (Джейкоб Трамбле).
- 2016 — две номинации на премию Европейской киноакадемии: лучший европейский фильм (Дэвид Гросс, Эд Гини, Ленни Абрахамсон), лучший европейский сценарист (Эмма Донохью).
- 2016 — 4 номинации на премию Лондонского кружка кинокритиков: лучший фильм, лучшая актриса (Бри Ларсон), лучший сценарий (Эмма Донохью), прорыв года (Эмма Донохью).
- 2016 — номинация на премию «Аманда» за лучший иностранный фильм (Ленни Абрахамсон).
- 2016 — номинация на премию «Кинэма Дзюмпо» за лучший иностранный фильм (Ленни Абрахамсон).